# Jak
De jak (voor 1995 gespeld als yak) (Bos grunniens), ook bekend als het bromrund, is een gedomesticeerde rundersoort die vooral voorkomt in Centraal-Azië. Het is de gedomesticeerde variant van de wilde jak (Bos mutus)
De jak is een van de vijf rundersoorten die door de mens zijn gedomesticeerd. De andere zijn de bizon, de gayal, de waterbuffel en het rund.
De naam 'jak' komt van het Tibetaanse woord གཡག་ - yag, of gyag, waar overigens alleen de stier zo genoemd wordt, de koe is een dri of nak.

## Kenmerken
Getemde jaks worden niet zo groot als wilde jaks. Tamme stieren hebben een schofthoogte van 112 tot 120 cm. Koeien zijn met 107 tot 112 cm iets kleiner. Stieren bereiken een gewicht van 400 kg, koeien worden 250 tot 280 kg zwaar.
Zowel wilde als tamme jaks hebben een volledig behaarde kop, hoog opstaande schouders en krachtige, sterk behaarde, ledematen. Een lange vacht, die tot op de bodem reikt, beschermt jaks tegen de kou. Een wilde jak is zwart-bruin van kleur. Tamme jaks komen in meerdere kleurvarianten voor: bruin, zwart, rood, wit of gevlekt. Stieren hebben hoorns die naar buiten en omhoog zijn gericht. De hoorns kunnen een meter lang worden. De hoorns van de koeien zijn veel kleiner en onregelmatiger van vorm.

## Gebruik
Jaks kunnen beter klimmen dan mensen en kunnen met gemak boven de 3000 meter hoogte leven. Daarom worden ze daar traditioneel gebruikt als lastdieren voor het transport van goederen. Van jakmelk wordt boter gemaakt, waarvan door de Tibetanen ook boterthee wordt gemaakt. Van de haren en de onderwol worden kleren en tenten gemaakt. Van de mest worden droge mestkoeken gemaakt, die als brandstof te gebruiken zijn. Het vlees van jaks kan gegeten worden. Het vet wordt gebruikt als bindmiddel voor verf. Deze verf is watervast en wordt gebruikt voor het maken van mandala's.

## Afbeeldingen

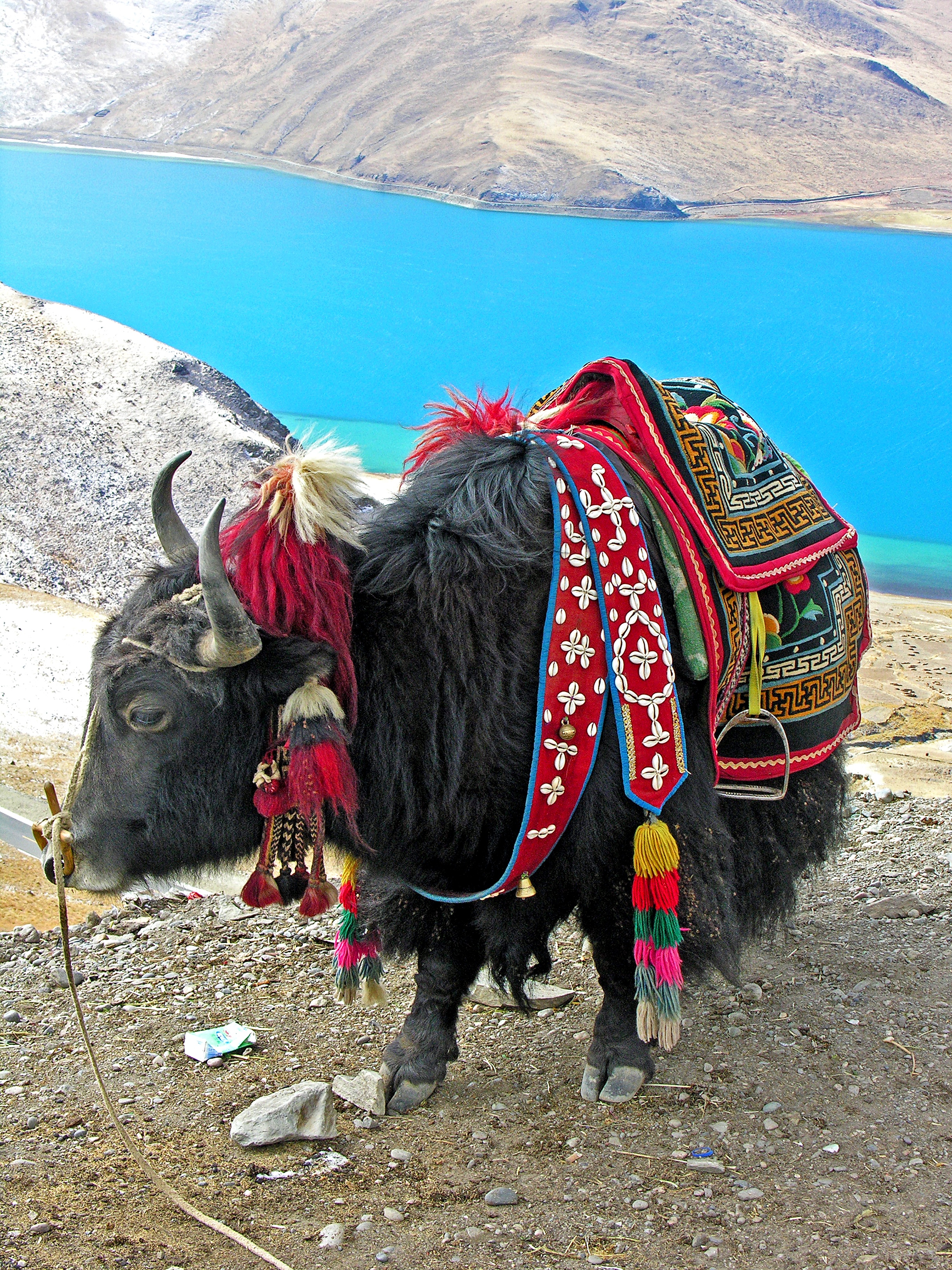
Jak in Tibet
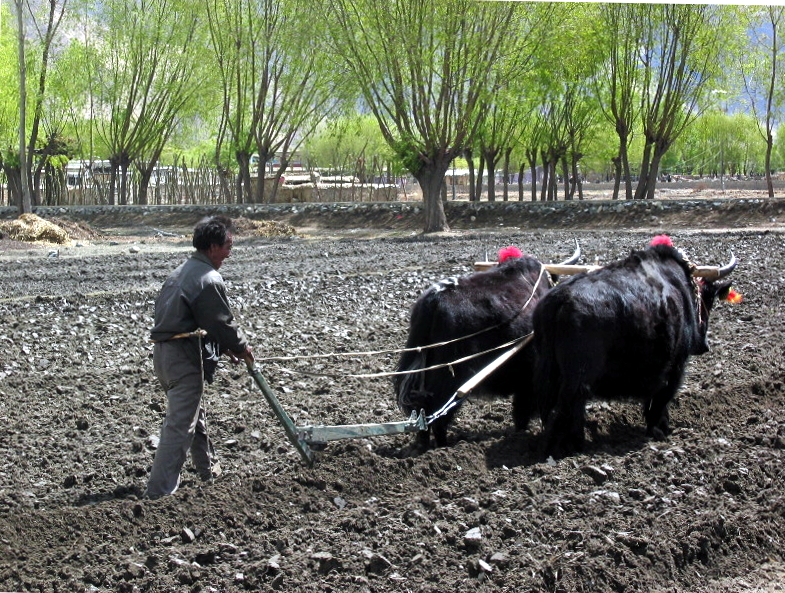
Jaks worden nog steeds als ploegdieren gebruikt in Tibet
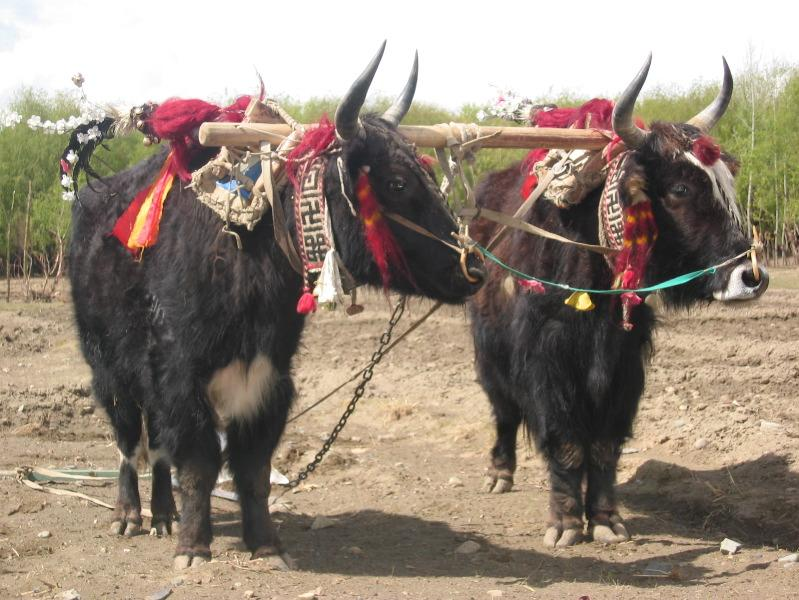
Met versierselen getooide Tibetaanse jaks
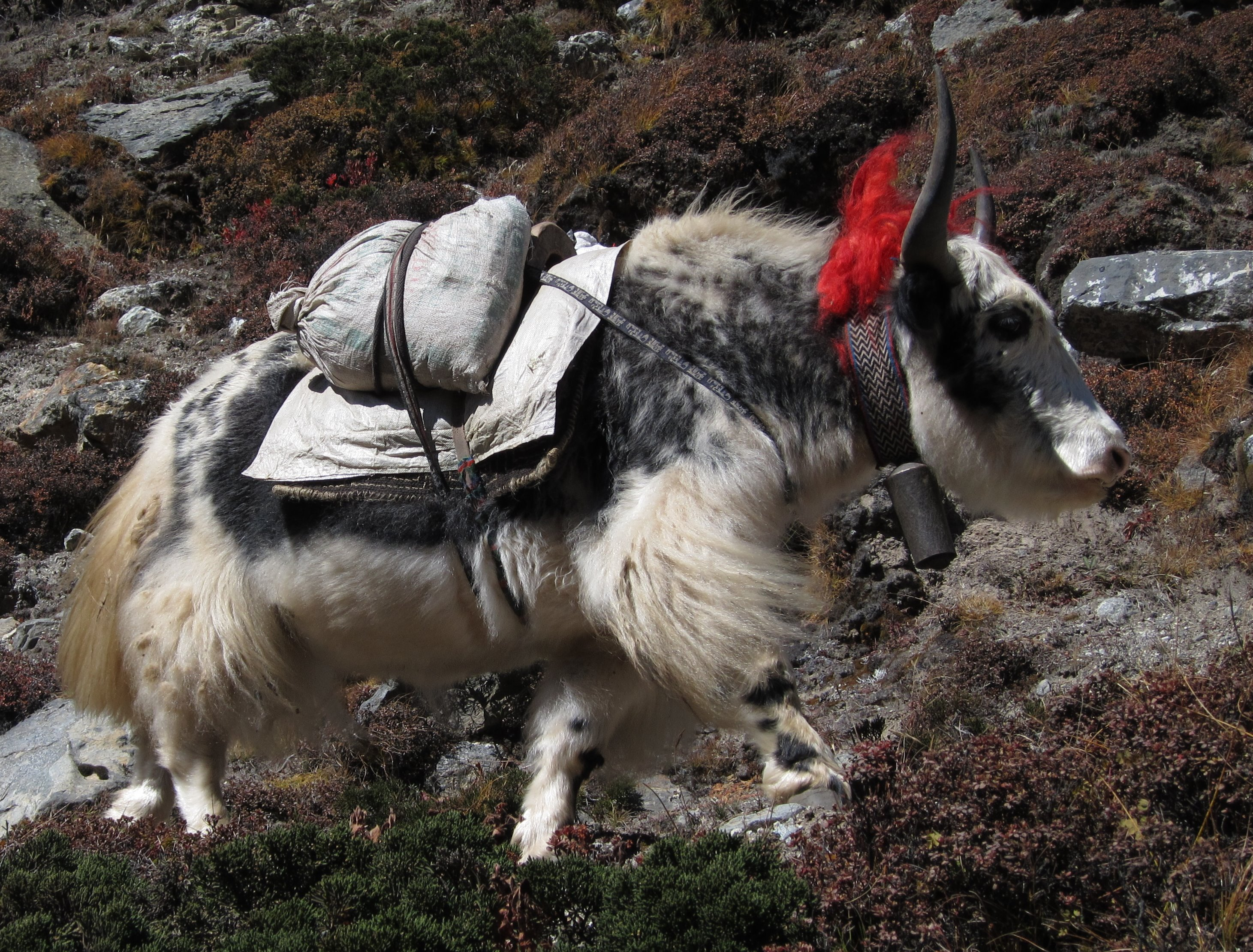
Jak als traditioneel lastdier